# Panzergraben

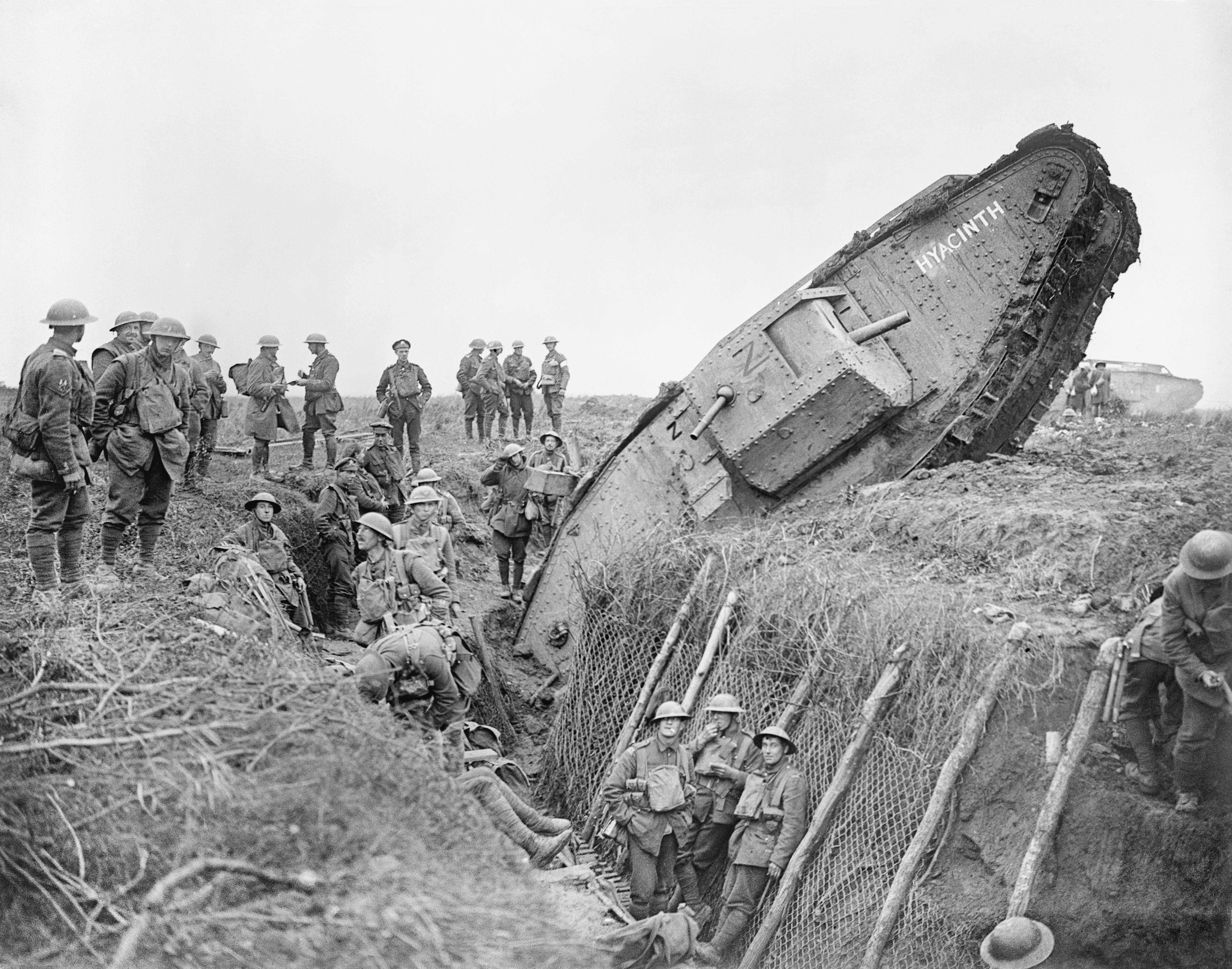
Mark IV steckt in einem Schützengraben fest

Ein Panzergraben ist ein tiefer, breiter und manchmal auch wassergefüllter Graben, der der Abwehr feindlicher Panzer dienen soll, indem er sie am Überfahren hindert. Im Ersten Weltkrieg war bei den ersten Kriegseinsätzen von Panzern aufgefallen, dass Panzer öfter in größeren Granattrichtern und Gräben liegenblieben. Deshalb wurde von Seiten der Pioniere der Panzergraben entwickelt, um Panzerangriffe zu verhindern bzw. zu stoppen.
Meist kamen sie zur Verwendung, wenn es an Material für „klassische“ Panzersperrmittel wie Tschechenigel oder Höckerlinien mangelte. Panzergräben erfordern im Gegensatz zu diesen kaum Baumaterial, jedoch bedeutend mehr Arbeitskraft. Historisch betrachtet wurden sie meistens von paramilitärischen Einheiten oder Zivilisten errichtet.

## Geschichte

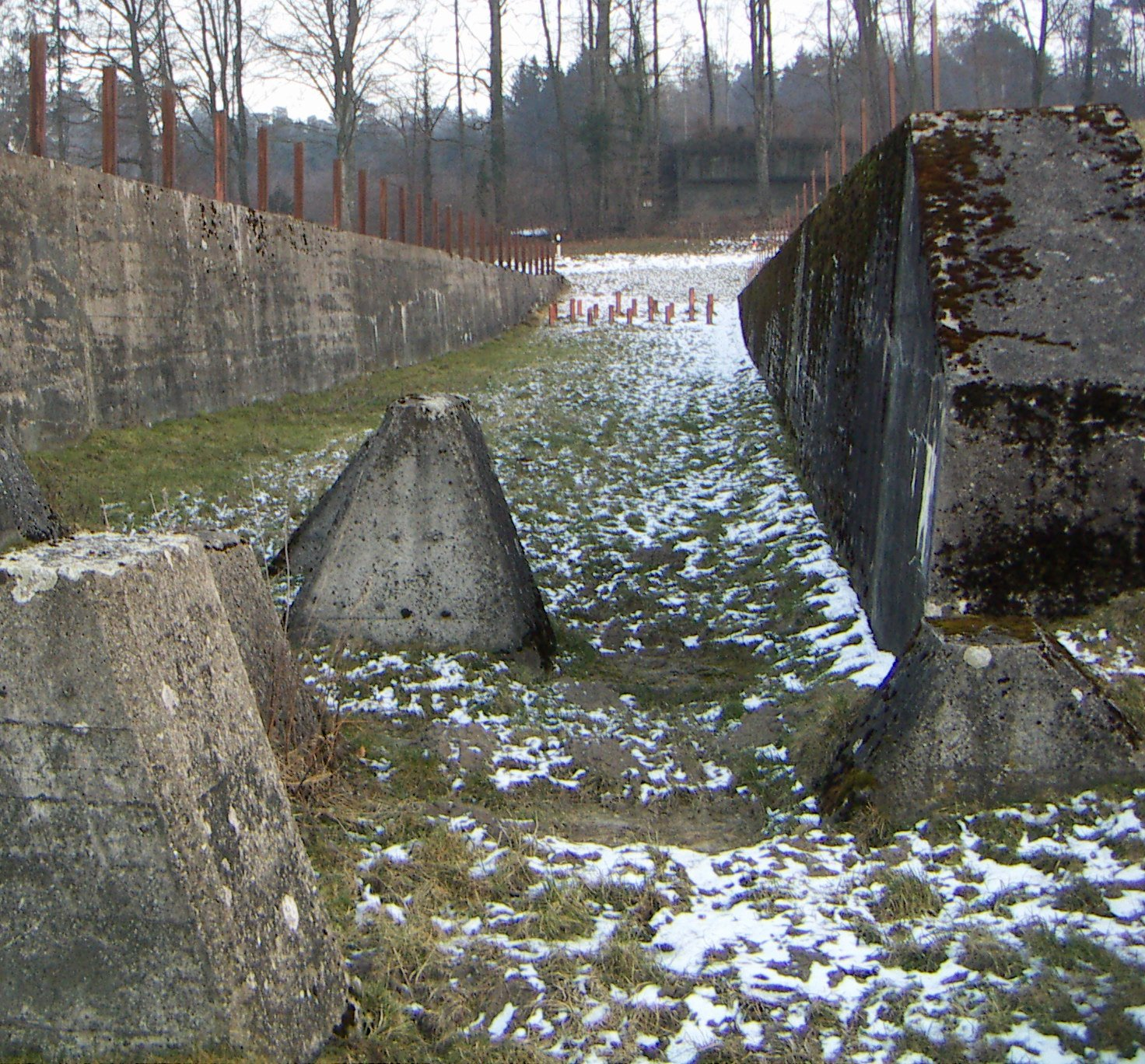
Ein Panzergraben in Gurmels (Kanton Freiburg) in der Schweiz

Zwischen dem Ersten und dem Zweiten Weltkrieg wurde die Festung Antwerpen mit einem etwa 33 km langen Panzergraben verstärkt. Er hat 15 Schleusen zur Regulierung des Wasserstandes; die Schleusen wurden von Bunkern und Ähnlichem verteidigt.

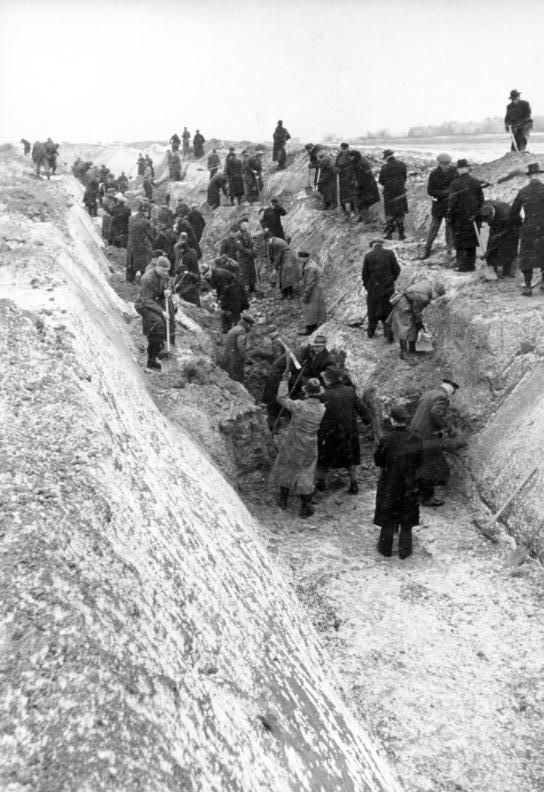
Volkssturmangehörige beim Ausheben eines Panzergrabens bei Berlin (Februar 1945)

Im Zweiten Weltkrieg wurden an vielen Fronten Panzergräben ausgehoben – vor allem aber von Seiten der Sowjetunion und vom Dritten Reich – deren Wirkung jedoch meist sehr begrenzt blieb.
Während des Unternehmens Zitadelle spielte ein viereinhalb Meter tiefer sowjetischer Panzergraben bei Prochorowka eine entscheidende Rolle. Dieser Graben wurde bei der sehr hastigen Planung des Angriffs der sowjetischen 5. Gardepanzerarmee übersehen, sodass am 12. Juli 1943 viele sowjetische Panzer hineinfuhren und dort vernichtet wurden.
Ab 1944 wurden von der Zivilbevölkerung im östlichen Deutschland, vor allem an der östlichen Grenze Ostpreußens, in großem Umfang Panzergräben ausgehoben.

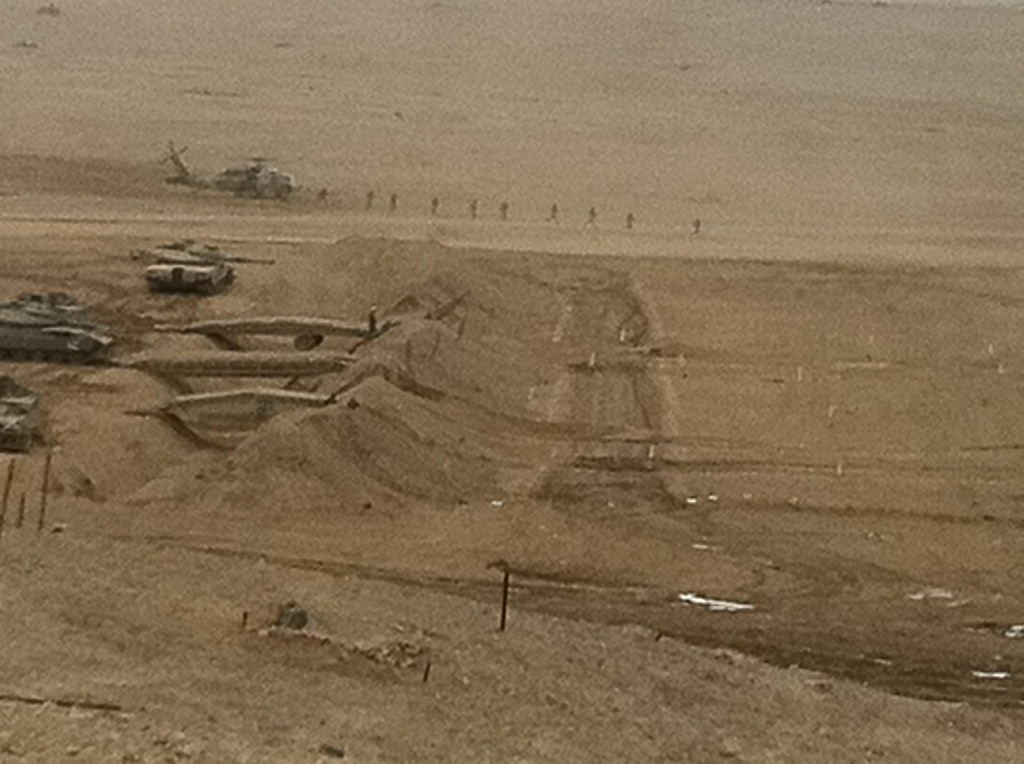
Übung zur Überwindung eines Panzergrabens mittels Brücken von Brückenlegepanzern